# Wakea madinika
Wakea madinika is een kikker uit de familie gouden kikkers (Mantellidae). De soort werd voor het eerst wetenschappelijk beschreven door Miguel Vences, Franco Andreone, Frank Glaw en Fabio Mattioli in 2002. Oorspronkelijk werd de wetenschappelijke naam Mantidactylus (Blommersia) madinika gebruikt. Het is de enige soort uit het monotypische geslacht Wakea.
De kikker is endemisch in Madagaskar. De habitat bestaat uit laaggelegen regenwouden tot ongeveer 100 meter boven zeeniveau.
De mannetjes bereiken een lichaamslengte van 11 tot 13 millimeter, vrouwtjes worden groter en bereiken een lengte van 15 tot 16 mm. De lichaamskleur is bruin tot roodbruin, mannetjes hebben een licht gekleurde keel.